# Norrmark
Norrmark (finska: Noormarkku) är en före detta kommun i landskapet Satakunta. Norrmark har cirka 6 130 invånare och har en yta på 332,78 km². Från 2010 ingår Norrmark i Björneborgs stad.
Norrmark är enspråkigt finskt.
Några byar i kommunen är Klåsmark, Finby och Södermark.

## Historik
Norrmark var en socken i gamla Åbo och Björneborgs län, Ulvsby härad och domsaga, och bildade med Påmarks kapellförsamling under tsartiden ett "imperiellt pastorat av 3:e klassen", Åbo ärkestift, Björneborgs nedre kontrakt. Arealen var 300 km² och befolkningen var 1910 totalt 4 376, till största delen finsktalande. Inom socknen ligger Norrmarks gods (omtalat redan 1402) och tidigare även ett järnbruk.
Norrmark nämns för första gången i källorna i början av 1400-talet, men blev inte predikogäll (kapellförsamling) förrän 1736 under kapellet i Vittisbofjärd, som i sin tur tillhörde Ulvsby storsocken. År 1771 blev Norrmark eget kapell under Ulvsby och egen självständig församling med egen kyrkoherde först 1861. Kommunen Norrmark bildades år 1868, men kommunfullmäktige samlades inte förrän 1919 för första gången.
Mer än hälften av kommunens invånare bor i kyrkbyn. Det näst största samhället är Södermark. I kyrkbyn finns Norrmarks bruks välbevarade bruksmiljö som har varit motorn för samhällets utveckling. En såg öppnades redan under 1700-talet, men det är kring järnbruket som uppsvinget har kretsat kring och dess grundare i början av 1800-talet var Carl de Carnall, som importerade svensk järnmalm. Släkten Ahlström är väl mest känd och dessa har byggt vackra bostadsbyggnader åt sig själva. Mest känd är Villa Mairea, som arkitekten Alvar Aalto ritade 1939 åt sina vänner Maire och Harry Gullichsen.
Norrmarks stenkyrka stod färdig 1933 efter ritningar av Armas Lindgren. Klockstapeln är från år 1757. Den äldsta kyrkan i Norrmark, som var från år 1731 och saknade kyrktorn, var en så kallad långkyrka. Senare byggdes en ny kyrka under åren 1833–1835, men den förstördes under inbördeskriget i Finland 1918. Fronten mellan de röda och vita gick i dessa trakter av norra Satakunta. Den nuvarande kyrkan, som har inspirerats av de finländska medeltidskyrkorna, byggdes därefter.

## Externa länkar

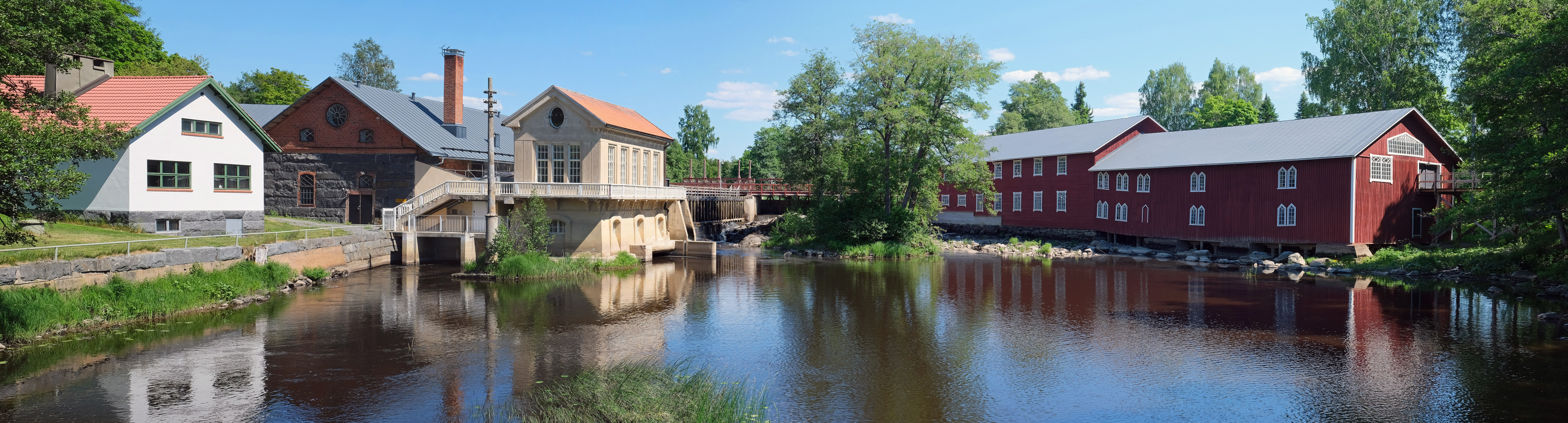
Norrmarks bruk

## Politik

### Mandatfördelning i Norrmarks kommun, valen 1976–2008
| 6 | 6 |  | 6 |  | 7 |

| 5 | 6 | 2 | 5 |  | 8 |

| 4 | 6 | 3 | 6 | 8 |

| 5 | 6 | 2 | 6 | 8 |

| 5 | 8 |  |  | 5 |  | 6 |

| 4 | 7 | 8 | 8 |

| 4 | 5 | 11 | 7 |

| 4 | 6 | 10 | 7 |

| 3 | 6 | 2 | 8 | 8 |

| 18 | 9 |